# Joué-du-Bois
Joué-du-Bois település Franciaországban, Orne megyében. Lakosainak száma 386 fő (2022. január 1.). Joué-du-Bois Rânes, Lignières-Orgères, Carrouges, Le Champ-de-la-Pierre, La Chaux, La Motte-Fouquet és Saint-Martin-l’Aiguillon községekkel határos.

## Népesség
A település népességének változása:
| Lakosok száma | 418  | 421  | 425  | 422  | 420  | 420  | 409  | 397  | 386  |
|               | 2013 | 2015 | 2016 | 2017 | 2018 | 2019 | 2020 | 2021 | 2022 |